# Gustave Marissiaux

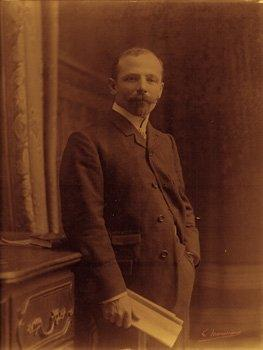
Gustave Marissiaux

Gustave Marissiaux (Marles, 1872 - Cagnes-sur-Mer, 1929) was een Belgisch kunstfotograaf. Hij wordt gerekend tot de stroming van het picturalisme.

## Leven en werk
Marissiaux werd geboren in Marles en vestigde zich in 1890 te Luik. Daar in de omgeving maakte hij rond de eeuwwisseling diverse fotoreportages, hoofdzakelijk landschappen, vaak badend in de mist. In 1903 kreeg hij opdracht om de kolenmijnen in Wallonië te 'vereeuwigen'. Naam verkreeg hij ook door een reeks foto’s genomen tijdens een reis naar Venetië, Toscane en Umbrië, in 1905. Verder maakte hij stadsgezichten, portretten en naakten, steeds met veel artistiek gevoel gefotografeerd. Zijn stijl is picturalistisch, met symbolistische accenten. Een belangrijk deel van zijn foto's werden in 1908 gepubliceerd onder de titel Visions d’artistes.
Marissiaux was lid en mede-oprichter van de "Association Belge de la Photography" en de "Société Française de Photographie”. Hij won belangrijke prijzen tijdens internationale exposities in Roubaix (1899) en Turijn (1903).
Het oeuvre van Marissiaux ontstond tussen 1895 en 1918. Samen met Léonard Misonne wordt hij beschouwd als de belangrijkste Belgische kunstfotograaf van zijn tijd.

## Galerij

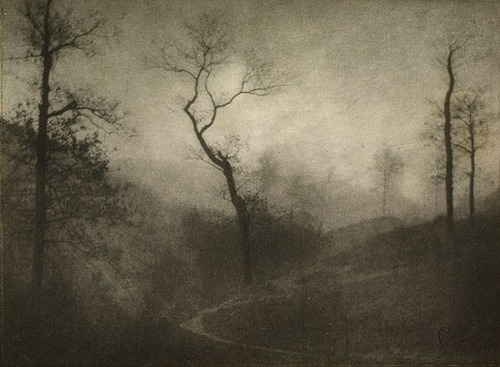
Crépuscule d’hiver, 1908
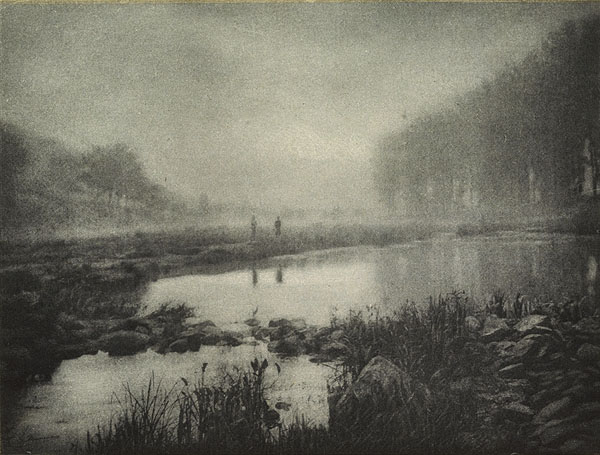
Brume après la pluie, 1906
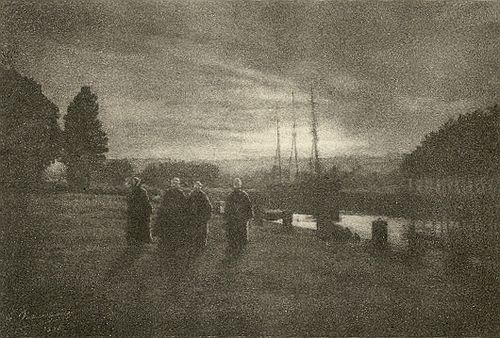
Crépuscule, 1908
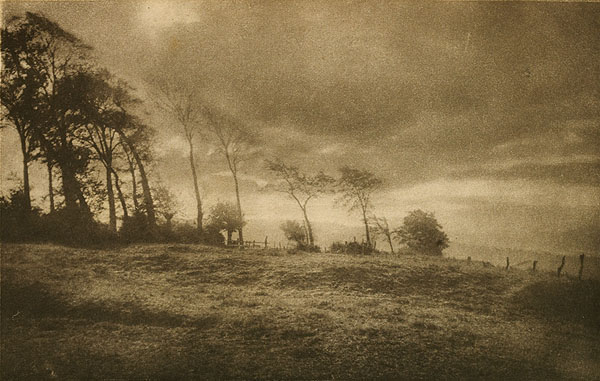
Coup de vent, 1901
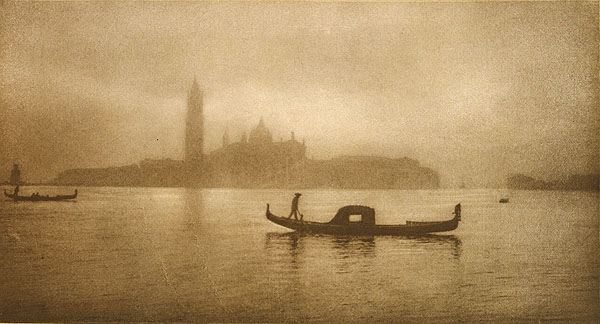
Une matinée, 1905
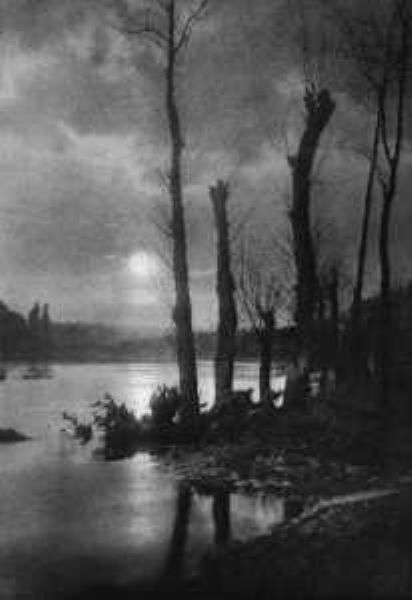
Fin d’automne, 1908
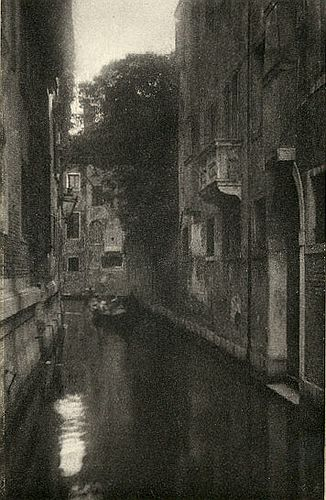
Un canal, 1908
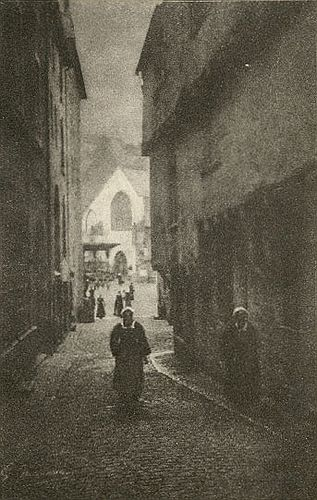
Un rue, 1906
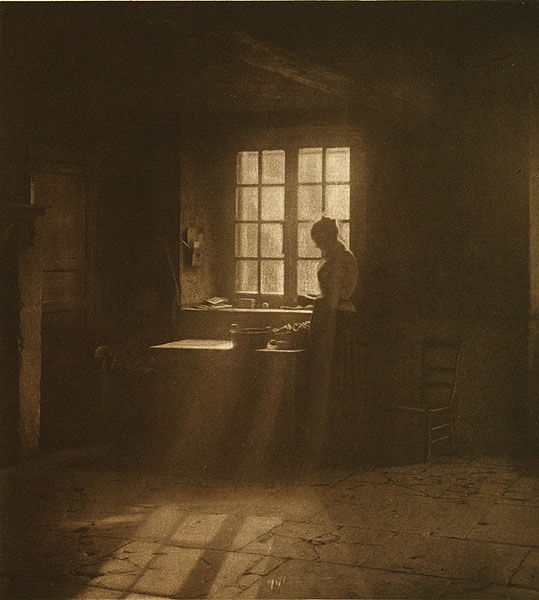
Intérieur, 1901
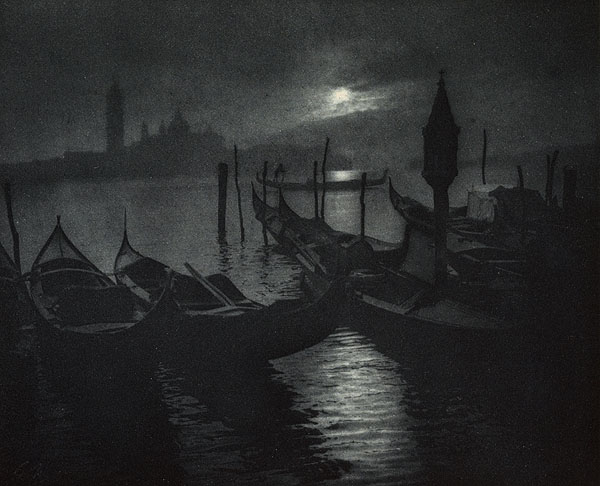
Nuit vénitienne, 1905
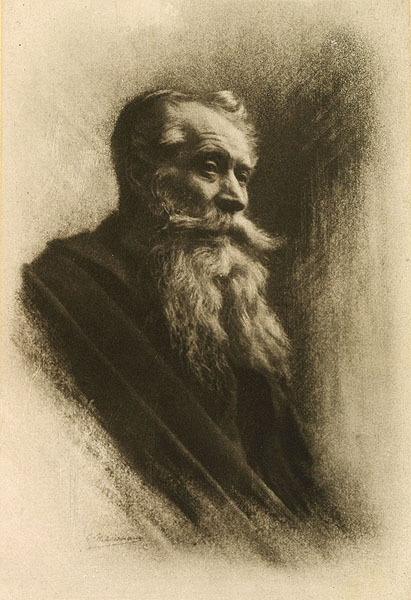
Figure de vieillard, 1908
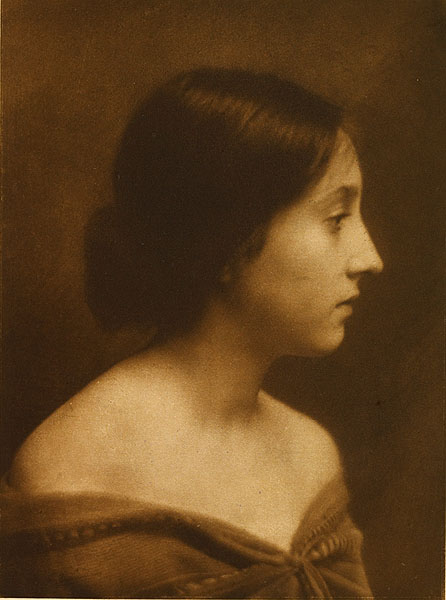
Jeune fille, 1899
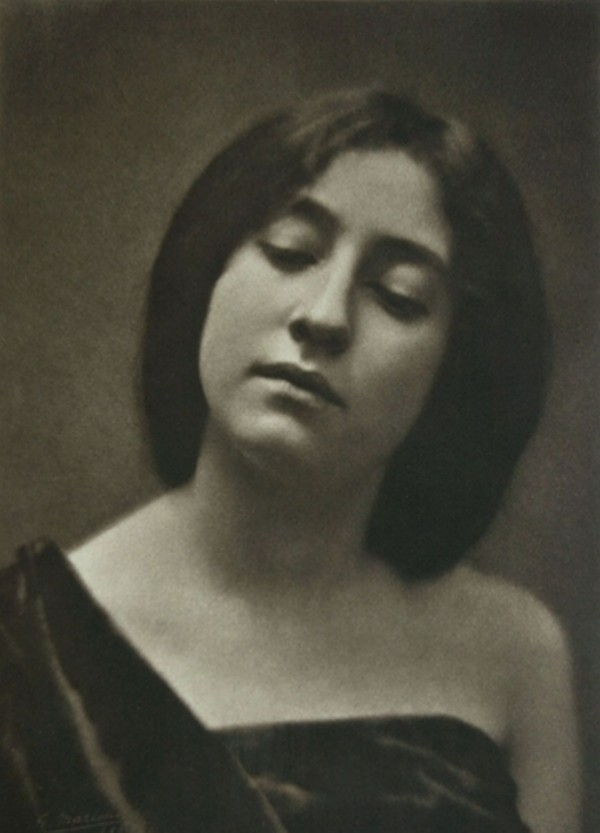
Étude de visage, 1901
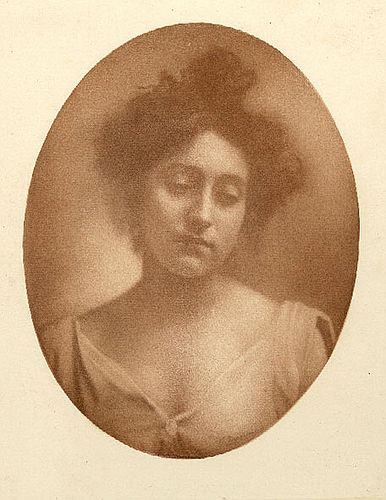
Medaillon sanguine, 1907
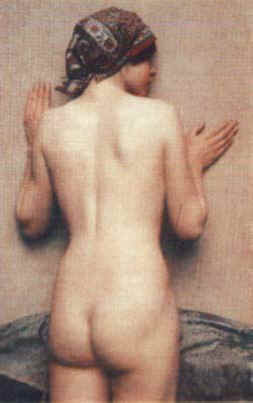
Nu, 1911